# Pape Amadou Diallo
Pape Amadou Diallo (Saint-Louis, 25 giugno 2004) è un calciatore senegalese, attaccante del Norwich City e della nazionale senegalese.

## Carriera

### Club
Cresciuto nel Génération Foot, dopo due anni in prima squadra nel febbraio del 2023 è stato acquistato dal Metz assieme ai compagni di squadra Malick Mbaye e Lamine Camara. Ha debuttato in prima squadra il 20 maggio seguente nell'incontro di Ligue 2 pareggiato 1-1 contro il Guingamp.
Il 25 luglio 2025 si trasferisce al Norwich, firmando un contratto valido fino al 2029.

### Nazionale
Nel 2022 è stato convocato dal Senegal per disputare il campionato delle nazioni africane 2022, dove ha giocato 6 incontri e realizzato due reti.

## Statistiche

### Presenze e reti nei club
Statistiche aggiornate al 12 novembre 2023.
| Stagione        | Squadra         | Campionato      | Campionato | Campionato | Coppe nazionali | Coppe nazionali | Coppe nazionali | Coppe continentali | Coppe continentali | Coppe continentali | Altre coppe | Altre coppe | Altre coppe | Totale | Totale | Totale |
| Stagione        | Squadra         | Comp            | Pres       | Reti       | Comp            | Pres            | Reti            | Comp               | Pres               | Reti               | Comp        | Pres        | Reti        | Pres   | Reti   |        |
| --------------- | --------------- | --------------- | ---------- | ---------- | --------------- | --------------- | --------------- | ------------------ | ------------------ | ------------------ | ----------- | ----------- | ----------- | ------ | ------ | ------ |
| 2021-2022       | Génération Foot | L1              | 19         | 1          | CS              | 0               | 0               |                    | -                  | -                  |             | -           | -           | 19     | 1      |        |
| 2022-2023       | Génération Foot | L1              | 1          | 0          | CS              | 0               | 0               |                    | -                  | -                  |             | -           | -           | 1      | 0      |        |
| 2022-2023       | Metz 2          | N2              | 4          | 3          |                 | -               | -               |                    | -                  | -                  |             | -           | -           | 4      | 3      |        |
| 2023-2024       | Metz 2          | N3              | 1          | 0          |                 | -               | -               |                    | -                  | -                  |             | -           | -           | 1      | 0      |        |
| 2022-2023       | Metz            | L2              | 1          | 0          | CF              | 0               | 0               |                    | -                  | -                  |             | -           | -           | 1      | 0      |        |
| 2023-2024       | Metz            | L1              | 3          | 0          | CF              | 0               | 0               |                    | -                  | -                  |             | -           | -           | 3      | 0      |        |
| Totale carriera | Totale carriera | Totale carriera | 29         | 4          |                 | 0               | 0               |                    | -                  | -                  |             | -           | -           | 29     | 4      |        |

### Cronologia presenze e reti in nazionale
| Cronologia completa delle presenze e delle reti in nazionale ― Senegal | Cronologia completa delle presenze e delle reti in nazionale ― Senegal | Cronologia completa delle presenze e delle reti in nazionale ― Senegal | Cronologia completa delle presenze e delle reti in nazionale ― Senegal | Cronologia completa delle presenze e delle reti in nazionale ― Senegal | Cronologia completa delle presenze e delle reti in nazionale ― Senegal | Cronologia completa delle presenze e delle reti in nazionale ― Senegal | Cronologia completa delle presenze e delle reti in nazionale ― Senegal |
| Data                                                                   | Città                                                                  | In casa                                                                | Risultato                                                              | Ospiti                                                                 | Competizione                                                           | Reti                                                                   | Note                                                                   |
| ---------------------------------------------------------------------- | ---------------------------------------------------------------------- | ---------------------------------------------------------------------- | ---------------------------------------------------------------------- | ---------------------------------------------------------------------- | ---------------------------------------------------------------------- | ---------------------------------------------------------------------- | ---------------------------------------------------------------------- |
| 14-1-2023                                                              | Annaba                                                                 | Costa d'Avorio                                                         | 0 – 1                                                                  | Senegal                                                                | Campionato delle nazioni africane 2022                                 | -                                                                      | 68’                                                                    |
| 18-1-2023                                                              | Annaba                                                                 | Senegal                                                                | 0 – 1                                                                  | Uganda                                                                 | Campionato delle nazioni africane 2022                                 | -                                                                      | 68’                                                                    |
| 22-1-2023                                                              | Annaba                                                                 | Senegal                                                                | 3 – 0                                                                  | RD del Congo                                                           | Campionato delle nazioni africane 2022                                 | 1                                                                      | 86’                                                                    |
| 27-1-2023                                                              | Annaba                                                                 | Senegal                                                                | 1 – 0                                                                  | Mauritania                                                             | Campionato delle nazioni africane 2022                                 | -                                                                      | 90+3’                                                                  |
| 31-1-2023                                                              | Baraki                                                                 | Senegal                                                                | 1 – 0                                                                  | Madagascar                                                             | Campionato delle nazioni africane 2022                                 | 1                                                                      | 88’                                                                    |
| 4-2-2023                                                               | Baraki                                                                 | Algeria                                                                | 0 – 0 dts (5 – 4 dtr)                                                  | Senegal                                                                | Campionato delle nazioni africane 2022                                 | -                                                                      | 113’                                                                   |
| 9-9-2023                                                               | Butare                                                                 | Ruanda                                                                 | 1 – 1                                                                  | Senegal                                                                | Qual. Coppa d'Africa 2023                                              | -                                                                      | 86’                                                                    |
| Totale                                                                 |                                                                        | Presenze                                                               | 7                                                                      |                                                                        | Reti                                                                   | 2                                                                      |                                                                        |